# Крупка Іван Корнійович
Іван Корнійович Крупка (нар. вересень 1915 — ?) — радянський діяч, секретар Харківського обласного комітету КПУ, 1-й секретар Кагановичського (Київського) райкому КПУ міста Харкова, голова Харківського обласного комітету народного контролю.

## Біографія
Освіта вища. Член ВКП(б) з 1944 року.
З 1952 до січня 1963 року — 1-й секретар Кагановичського (з 1957 року — Київського) районного комітету КПУ міста Харкова.
Делегат XXII з'їзду КПРС (1961)
11 січня 1963 — 14 грудня 1964 року — секретар Харківського промислового обласного комітету КПУ — голова обласного промислового комітету партійно-державного контролю. Одночасно, з 17 січня 1963 до грудня 1964 року — заступник голови виконавчого комітету Харківської обласної промислової ради депутатів трудящих.
14 грудня 1964 — лютий 1966 року — секретар Харківського обласного комітету КПУ — голова обласного комітету партійно-державного контролю. Одночасно, з 17 грудня 1964 до 1966 року — заступник голови виконавчого комітету Харківської обласної ради депутатів трудящих.
У квітні 1966 — 1979 року — голова Харківського обласного комітету народного контролю. Автор книги «Контроль партійний, народний».
Потім — на пенсії в Харкові.

## Нагороди та відзнаки
- ордени
- медалі
- Почесна грамота Президії Верховної Ради Української РСР (25.09.1975)